# 法蘭克·卡彭
薩瓦托·「法蘭克」·卡彭（Salvatore "Frank" Capone，1895年7月16日—1924年4月1日）是一名美國的黑幫，他參與了由芝加哥犯罪集團企圖接管伊利諾州西塞羅的行動。他與弟弟艾爾·卡彭和哥哥雷夫·卡彭一起搞生意。

## 早年
卡彭於1895年出生在美國的布魯克林，他是意大利移民加布里埃萊·卡彭（Gabriele Capone，1865年-1920年）與特雷西·納萊奧拉（Teresa Raiola，1867年-1952年）的第三個兒子。除了艾爾之外，法蘭克還有另一名成為黑幫的兄弟雷夫·卡彭。在紐約長大，法蘭克和艾爾與黑幫強尼·托里奧都加入了五點幫。到1918年，托里奧已經搬到芝加哥幫助一名親戚保住他的非法勾當，托里奧不久需要艾爾，後來法蘭克便加入他了。
到1920年，托里奧已經負責管理南邊幫，而禁酒令時代已經開始了。隨著幫派的權力和財富的增加，艾爾和法蘭克的權力財富也增加了。

## 接管西塞羅
1923年，芝加哥選民推選了新的市長威廉·丹佛，他接下來鎮壓托里奧、卡彭兄弟和他們的南邊幫。作為回應，托里奧任命艾爾在芝加哥郊區的西塞羅創建地下酒吧、妓院和非法賭博場所。一年之內，卡彭已將西塞羅市經理Joseph Z. Klenha和鎮上的委員放在幫派工資單上。法蘭克·卡彭的工作是代表幫派與西塞羅鎮議會進行交易。法蘭克與他的弟弟艾爾相比下較溫和，展現了一名值得尊敬的商人形象，總是穿著整潔的西裝。
在1924年4月1日的初選中，民主黨政客對共和黨員Klenha和他的伙伴發起了嚴肅的選舉挑戰。為了保護幫派對西塞羅的政治控制，法蘭克在城市裡發動了一波恐怖活動的浪潮。他派南邊幫的成員前往投票站，用衝鋒鎗和削短型霰彈槍確保當地居民「投右票」。不合作的選民會遭到毆打並被阻止投票。法蘭克在對手的競選總部進行了攻擊，亂翻他的辦公室，並毆打幾名競選人員。一名競選人員被射中兩條腿，另有八名競選人員被扣留，當選舉日結束時則被釋放。

## 逝世與警察增援
隨著選舉日動亂的過程，憤怒的西塞羅公民向庫克縣的縣法官埃德蒙·J·傑瑞其（Edmund J. Jareki）請願。芝加哥警察局（CPD）派出70名便衣警察到西塞羅維持投票秩序，而傑瑞其則以副警長的身份向他們發誓。CPD警察直到下午才到達西塞羅的街頭，到那時他們對選舉有關的暴力只有少微影響。
大約在黃昏時，由警佐威廉·古薩克（William Cusack）率領的探員小隊發現法蘭克·卡彭、查理·腓瑟提，以及一名他們無法認出的身材矮小的男子後，在西塞羅大街和二十二街的投票站將車輛慢慢停下。這些探員走出他們的車，開始走過去時，莫名其妙地爆發了槍聲。後來幾名目擊證人聲稱，黑幫從未開火。在晚些時候的調查中，警方聲稱法蘭克·卡彭首先開槍；他們出示了一支缺少三發子彈的手槍，他們發誓他用過的。據說法蘭克以為這些便衣警察是敵對黑幫。不管是哪種情況，卡彭在隨後的混戰中被警長菲利普·J·麥格林（Phillip J. McGlynn）致命地射殺。腓瑟提則衝過一個附近的空地，一到警察趕上他，只能扔掉他的武器並投降。第三名黑幫跑到南方，兩手各持一把槍開火，並成功逃跑了。後來有一個都市傳奇，漸漸說這個人正是艾爾·卡彭。事實上，第三名槍手後來非常被確定為David Hedlin，警方也打傷了他。
在這天結束時，卡彭的候選人Klenha勝出了。

## 葬禮
法蘭克去世後，芝加哥報紙上充滿了讚美或譴責CPD的文章。後來，驗屍官的調查結果，確定法蘭克一直拒捕，射殺他是情有可原的。
1924年4月4日，法蘭克·卡彭舉行了奢華的葬禮，鍍銀的棺材，飾以價值2萬美元的花朵，車隊超過150輛汽車。諷刺的是，艾爾是從他的北邊幫對手狄恩·歐班寧的店鋪購買花朵的。法蘭克被埋葬在芝加哥外面的卡梅爾山墓園。《芝加哥論壇報》報導說，這儀式適用於「一個適當的紳士」上。由於尊敬他死去的哥哥，艾爾·卡彭在葬禮期間關閉了西塞羅的賭場和地下酒吧兩個小時。

## 流行文化
摩根·斯佩克特在HBO電視劇《酒私風雲》第四季中飾演法蘭克·卡彭。在劇中，法蘭克被描繪成具有個人魅力和頭腦冷靜的人，經常平息艾爾的脾氣。

## 深入閱讀
- Sifakis, Carl. The Mafia Encyclopedia. New York: Da Capo Press, 2005. ISBN 978-0-8160-5694-1
- Sifakis, Carl. The Encyclopedia of American Crime. New York: Facts on File Inc., 2001. ISBN 978-0-8160-4040-7